# Творческая эволюция (Бергсон)
Творческая эволюция (фр. L'Évolution créatrice) — одна из основополагающих работ Анри Бергсона, впервые опубликованная в 1907. Книга претендует на звание трактата по философии эволюции.

## Содержание
Бергсон полагает, что эволюция — это величайшее открытие человеческой мысли (связываемое с именами Спенсера, Дарвина и Ламарка). Она дает ключ к пониманию того, что тканью самой реальности является длительность (фр. Duration). Сама материя, утверждает Бергсон, «скорее течение, чем вещь». Восприятие реальности в её дискретной форме — это главное заблуждение интеллекта. Этой аналитической способности понимания Бергсон противопоставляет синтетические инстинкт и интуицию («бескорыстный инстинкт»). Однако он не принижает интеллект, который позволяет жизни превратить материю в своё орудие, поскольку интеллект — это также «способность фабриковать искусственные предметы» и продукт самой эволюции. Двигателем самой эволюции Бергсон считает жизненный порыв (фр. Élan vital) — некоторый заряд энергии, позволяющий переходить от простых форм организации материи к сложным. Сущностью эволюции является развитие по расходящимся линиям.

## Оглавление
1. глава. Об эволюции жизни.
2. глава. Направления эволюции.
3. глава. О значении жизни.
4. глава. Кинематографический механизм мышления.

## Афоризмы
- Длительность есть сама ткань реальности
- Не существует вещей: есть только действия
- Пища есть нечто вроде взрывчатого вещества
- Живое существо есть центр действия
- Жизнь — это тенденция, сущность же тенденции есть развитие в форме пучка: одним фактом своего роста она создает расходящиеся линии.
- Эволюция есть беспрерывно возобновляющееся творчество